# Carl Ernst Bernhard Jutz
Carl Ernst Bernhard Jutz (né le 14 mars 1873 à Düsseldorf, mort le 17 septembre 1915 près de Radoun, sur le front de l'Est) est un peintre allemand.

## Biographie
Carl Ernst Bernhard Jutz est le fils du peintre animalier Carl Jutz et de son épouse Sybilla Karolina Adloff, la fille du peintre Carl Adloff. Il grandit auprès de son père. Il fait ses études à l'Académie des beaux-arts de Karlsruhe auprès de Gustav Schönleber puis à l'Académie des beaux-arts de Düsseldorf auprès d'Eugen Dücker. Jutz fait de longs voyages d'études, notamment en Transylvanie et dans les paysages de l'Eifel.
Avec Hans Deiker, Theodor Groll (de), Emil Schultz-Riga (de) et d'autres peintres, il crée en 1904 le Novembergruppe. Comme son père, il est membre de Malkasten.